# Johor Bahru
Johor Baharu je město v Malajsii, hlavní město spolkového státu (sultanátu) Johor. V roce 1980 zde žilo 249 900 obyvatel, v roce 2006 město čítalo již 876 033 lidí (s příměstskými oblastmi přes 1,7 mil). Rozvoj města je zapříčiněn tím, že Johor se rozkládá přímo při Singapuru, od kterého je oddělen Johorským průlivem, přes který vedou dva mosty. Bylo založeno roku 1855 jako nové hlavní město sultanátu, status velkoměsta získalo v roce 1994. V souvislosti s rozvojem aglomerace se objevily problémy s dopravou, proto došlo na přelomu 20. a 21. století k rekonstrukci centra a výstavbě pěších zón.

## Partnerská města
- Čchang-čou, Čína
- Istanbul, Turecko
- Kuching, Malajsie
- Kutabato, Filipíny
- Surabaja, Indonésie
- Šan-tchou, Čína
- Šen-čen, Čína